# Virgen de la Mina
Patrona de Almadén. En esta localidad se encuentran tres imágenes, dos de ellas en las instalaciones mineras; una en la capilla interior, en una hornacina excavada en la planta 19 del pozo de San Joaquín, donde tradicionalmente se celebraba un rosario al que podía asistir todo el que quisiera, aprovechando la ocasión por mujeres y niños para bajar a la mina, rito en desuso por medidas de seguridad minera, encontrándose la segunda imagen y más moderna en la puerta de entrada del Cerco de San Teodoro, siendo esta la que se saca en procesión en la tarde noche del día de la Virgen. 
La procesión de la imagen por las calles de la localidad, de belleza singular por ir escoltada esta, y procesionada, por los mismos mineros de Almadén, utilizando estos las mejores ropas de labor minera y cascos, así como los utensilios de iluminación personal para interior de la mina propios, como única iluminación del acto por las calles en recuerdo la Virgen, y orando todo el cortejo con la Salve a la Patrona. 
Ya en el Cerco de San Teodoro se celebra la festividad con "La verbena popular", donde se entregan los premios a todos ganadores de las competiciones que se han celebrado los días anteriores, finalizando la celebración con la actuación de la tradicional Masa Coral de Almadén y una sesión de fuegos artificiales.